# Icius insolitus
Icius insolitus är en spindelart som beskrevs av Alicata, Cantarella 1993 [1994. Icius insolitus ingår i släktet Icius och familjen hoppspindlar. Inga underarter finns listade i Catalogue of Life.